# Marvel 2099
2099 est un ensemble de comic books publié par Marvel Comics à partir de 1992, dédié à de nombreux personnages évoluant sur la Terre 928 tels que Spider-Man 2099, Fatalis 2099 ou les X-men 2099. Les récits étaient au départ considérés comme un futur possible des publications Marvel de l'époque, mais sont maintenant admis en tant qu'univers alternatifs. L'univers s'inspire du genre cyberpunk. Le principe de ces comics est de prendre un personnage ou une équipe de héros préexistants afin de réinventer leur histoire dans un monde futuriste. Dans ce monde les super-héros n'existent plus et ceux du XXe siècle sont considérés comme de vieilles légendes.

## Histoire des publications
Le premier comic se déroulant dans cet univers fût Spider-Man 2099. Le personnage apparut tout d'abord dans le numéro 365 de The Amazing Spider-Man publié en août 1992. Il eut droit à sa propre série en 1992, d'abord scénarisée par Peter David et illustrée par Rick Leonardi. Ce comics fût rapidement suivi par Ravage 2099, en 1992, qui est la seule série à ne pas se baser sur un personnage préexistant de l'univers Marvel classique, et par Fatalis 2099 et Punisher 2099 en 1993. D'autres séries virent le jour, les plus notables étant les X-Men 2099 (1993) et Ghost Rider 2099 (1994).
La licence eut droit à un crossover en 1994, rassemblant Spider-Man, Ravage, les X-Men, le Docteur Fatalis et le Punisher, intitulé la Chute du Marteau. En 1995 survient l'événement « One Nation Under Doom » qui marqua de nombreux changements dans l'univers 2099. Cet événement permit au docteur Fatalis de devenir le Président des États-Unis. Cela amena à la rencontre de plusieurs personnages.
L'univers fut abandonné en 1996. Seul le personnage de Miguel O'Hara (Spider-Man) connut de nombreuses réapparition dans des comics lui étant dédiés ou dans des crossovers avec le Spider-Man de la Terre 616.
Entre 2019 et 2020, Marvel relance la licence en proposant une série de one-shots présentant les versions futuristes de Conan, Ghost Rider, Venom, Spider-Man, Dr Fatalis, Punisher et des Quatre Fantastiques.

## Publications
| Nom de la publication    | Volume | Nombre de numéros | Date de publication | Premier scénariste         | Premier illustrateur            |
| ------------------------ | ------ | ----------------- | ------------------- | -------------------------- | ------------------------------- |
| Spider-Man 2099          | 1      | 46                | 1992                | Peter David                | Rick Leonardi                   |
| Spider-Man 2099          | 2      | 12                | 2014                | Peter David                | William Sliney                  |
| Spider-Man 2099          | 3      | 25                | 2015                | Peter David                | William Sliney                  |
| Spider-Man 2099          | 4      | 1                 | 2020                | Nick Spencer               | José Carlos Silva               |
| Ravage 2099              | 1      | 33                | 1992                | Stan Lee                   | Paul Ryan                       |
| Fatalis 2099             | 1      | 44                | 1993                | John Francis Moore         | Pat Broderick                   |
| Fatalis 2099             | 2      | 1                 | 2019                | Chip Zdarsky               | Marco Castiellio                |
| Punisher 2099            | 1      | 34                | 1993                | Pat Mils Tony Skinner      | Tom Morgan                      |
| Punisher 2099            | 2      | 1                 | 2004                | Robert Kirkman             | Pop Mhan                        |
| Punisher 2099            | 3      | 1                 | 2020                | Lonnie Nadler Zac Thompson | Matt Horak Eoin Marron          |
| X-Men 2099               | 1      | 35                | 1993                | John Francis Moore         | Ron Lim                         |
| Ghost Rider 2099         | 1      | 25                | 1994                | Len Kaminski               | Chris Bachalo                   |
| Ghost Rider 2099         | 2      | 1                 | 2019                | Ed Brisson                 | Damian Couceiro                 |
| Hulk 2099                | 1      | 10                | 1994                | Gerard Jones               | Malcolm Davis                   |
| Quatre Fantastiques 2099 | 1      | 8                 | 1995                | Karl Kesel                 | Rick Leonardi                   |
| Quatre Fantastiques 2099 | 2      | 1                 | 2020                | Karla Pacheco              | Steven Cummings                 |
| X-Nation 2099            | 1      | 6                 | 1996                | Tom Peyer                  | Humberto Ramos                  |
| Black Panther 2099       | 1      | 1                 | 2004                | Robert Kirkman             | Kyle Hotz                       |
| Conan 2099               | 1      | 1                 | 2019                | Gerry Duggan               | Rogê Antônio                    |
| Venom 2099               | 1      | 1                 | 2020                | Jody Houser                | Francesco Mobili Geraldo Borges |

## Dans d'autres médias

### Films
- Le personnage de Miguel O'Hara apparaît en tant que personnage principal dans le film Spider-Man : Across the Spider-Verse après être apparu dans une scène post-générique de Spider-Man: New Generation.

### Jeux vidéo
- Miguel O'Hara est l'un des personnages jouables dans Spider-Man : Dimensions (2010). L'univers Marvel 2099 est aussi présent dans le jeu.
- Dans Spider-Man : Aux Frontières du Temps (2011), le joueur interprète Spider-Man / Peter Parker et Spider-Man 2099 / Miguel O'Hara. Ils doivent corriger le flot temporel pour empêcher la mort prématurée de Peter Parker et le futur catastrophique qui en découlerait.
- De nombreux personnages de l'univers 2099 sont présents dans le jeu Lego Marvel Super Heroes 2 : Bouffon Vert 2099, Captain America 2099, Electro 2099, Hulk 2099, Spider-Man 2099, Venom 2099).